# Frankford Transportation Center
Centro de transporte de Frankford (en inglés: Frankford Transportation Center, anteriormente Bridge Street Terminal) es una estación de ferrocarril en la línea Market–Frankford del Metro de Filadelfia. La estación se encuentra localizada en Bridge Street & Frankford Avenue en Filadelfia, Pensilvania. La estación Frankford Transportation Center fue inaugurada en 1918. La Autoridad de Transporte del Sureste de Pensilvania (por sus siglas en inglés SEPTA) es la encargada por el mantenimiento y administración de la estación.

## Descripción y servicios
La estación Frankford Transportation Center cuenta con 2 plataformas laterales y 2 vías. La estación también cuenta con 1,000 de espacios de aparcamiento. La estación cuenta con el servicio de trenes locales, es decir que operan todos los días entre 8:30 a. m. a las 3:45 p. m., todas las noches, fines de semana y días festivos.

## Conexiones
La estación es abastecida por las siguientes conexiones: 
- Rutas de autobuses SEPTA: 3, 5, 8, 14, 19, 20, 24, 25, 26, 50, 58, 66, 67, 73, 84, 88 y R